# 市来駅
市来駅（いちきえき）は、鹿児島県いちき串木野市大里にある、九州旅客鉄道（JR九州）鹿児島本線の駅である。
旧・市来町の中心部に位置する。

## 歴史

### 年表
- 1913年（大正2年）12月25日：西市来駅（にしいちきえき）として鉄道院が開設[1]。
- 1927年（昭和2年）10月17日：八代 - 川内 - 鹿児島駅間全通により鹿児島本線に制定命名。
- 1930年（昭和5年）11月3日：市来駅（いちきえき）に改称[3]。
- 1986年（昭和61年）3月3日：無人駅化[4]。
- 1987年（昭和62年）4月1日：国鉄分割民営化により九州旅客鉄道に移管[1]。
- 1993年（平成5年）4月1日：有人駅化[5]。
- 2004年（平成16年）
  - 4月1日：隈之城駅、湯之元駅、東市来駅と共に再度無人駅化。
  - 12月：当時の市来町が駅の出札業務を受託し、簡易委託駅となる。
- 2005年（平成17年）10月1日：最終列車として運転されている鹿児島中央駅発川内駅行快速列車（ただし、鹿児島中央駅 - 伊集院駅間は各駅停車）の臨時停車駅から通常停車駅に変更。
- 2007年（平成19年）3月18日：前述の快速列車が全区間各停の普通列車に種別変更される。
- 2012年（平成24年）12月1日：ICカードSUGOCAの利用を開始[6]。
- 2022年（令和4年）4月1日：終日無人駅化[2]。

### 駅名の由来
開業当時の地名（日置郡西市来村）が由来。
その後、1930年に西市来村が町制施行して市来町になったため、駅名も「市来駅」に改称された。
「市来」は古くは「市村（）」や「市来院（）」と呼ばれていた。「市」は市場、「来」は村を意味し、文字通り「市場の栄えた村」であった。その後、宝亀（770年 - 780年）中に大蔵氏の大蔵政房が「市来院」の郡司となり、その子孫が市来氏を名乗り、この土地も「いちき」と呼ばれるようになった。

## 駅構造
単式ホーム1面1線と島式ホーム1面2線、合計2面3線を有する地上駅。互いのホームは構内踏切で連絡している。
無人駅であり、自動券売機が設置されている。2022年3月31日まではいちき串木野市が駅業務を受託する簡易委託駅であり、平日のみ営業のきっぷうりばが設置されていた。
IC乗車カード「SUGOCA」の利用が可能（相互利用可能ICカードはSUGOCAの項を参照）。

### のりば
| 番線 | 路線        | 方向 | 行先                   |
| ---- | ----------- | ---- | ---------------------- |
| 1    | ■鹿児島本線 | 下り | 伊集院・鹿児島中央方面 |
| 1    | ■鹿児島本線 | 上り | 串木野・川内方面       |
| 2    |             |      |                        |
| 3    | ■鹿児島本線 | 下り | 伊集院・鹿児島中央方面 |

- 一部列車を除き、構内踏切を渡らずに済むよう、両方向共1番のりばを優先して使用する。
- 2023年現在、2番のりばは乗客の乗降には使用されていない。

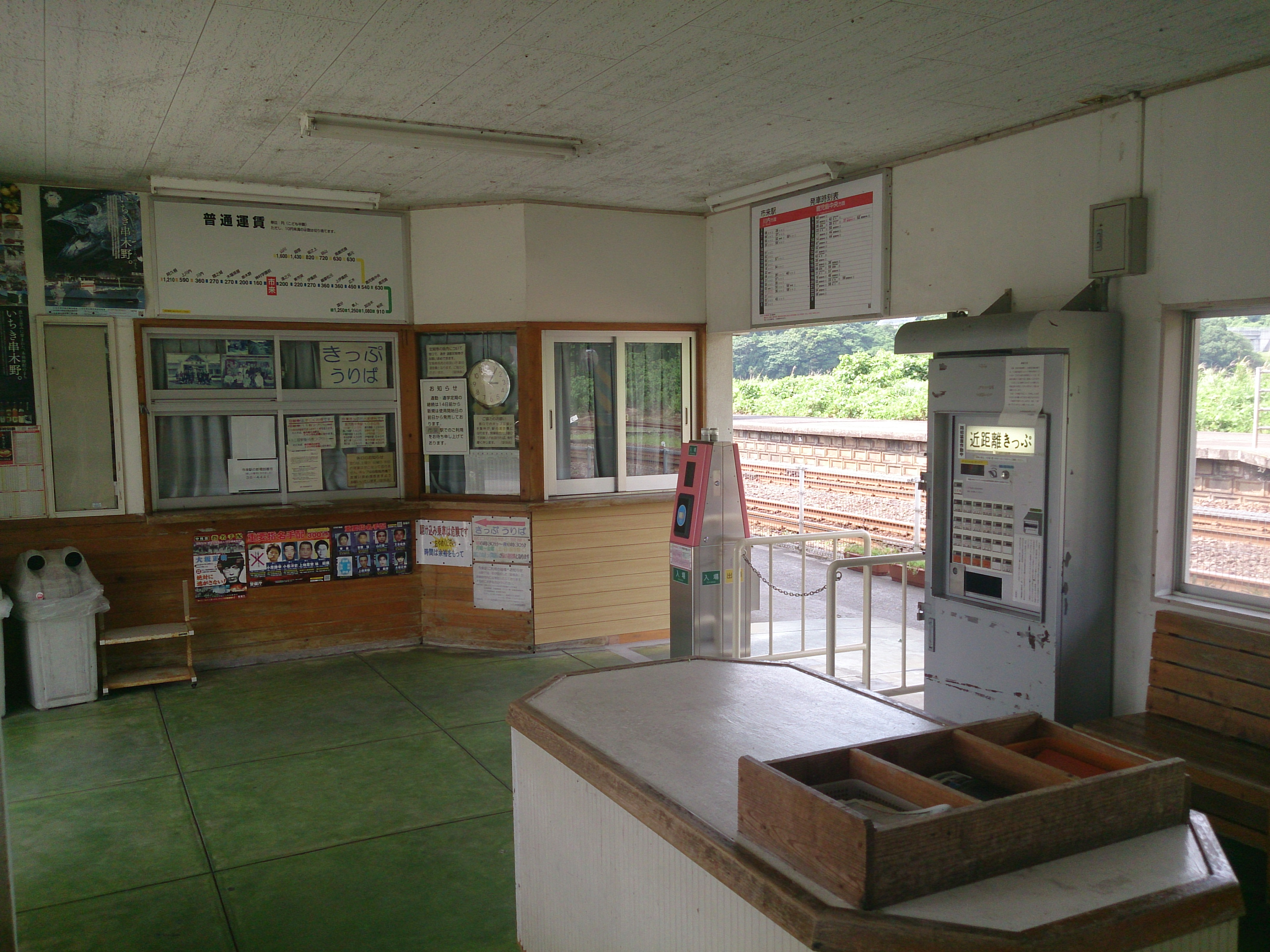
駅舎内
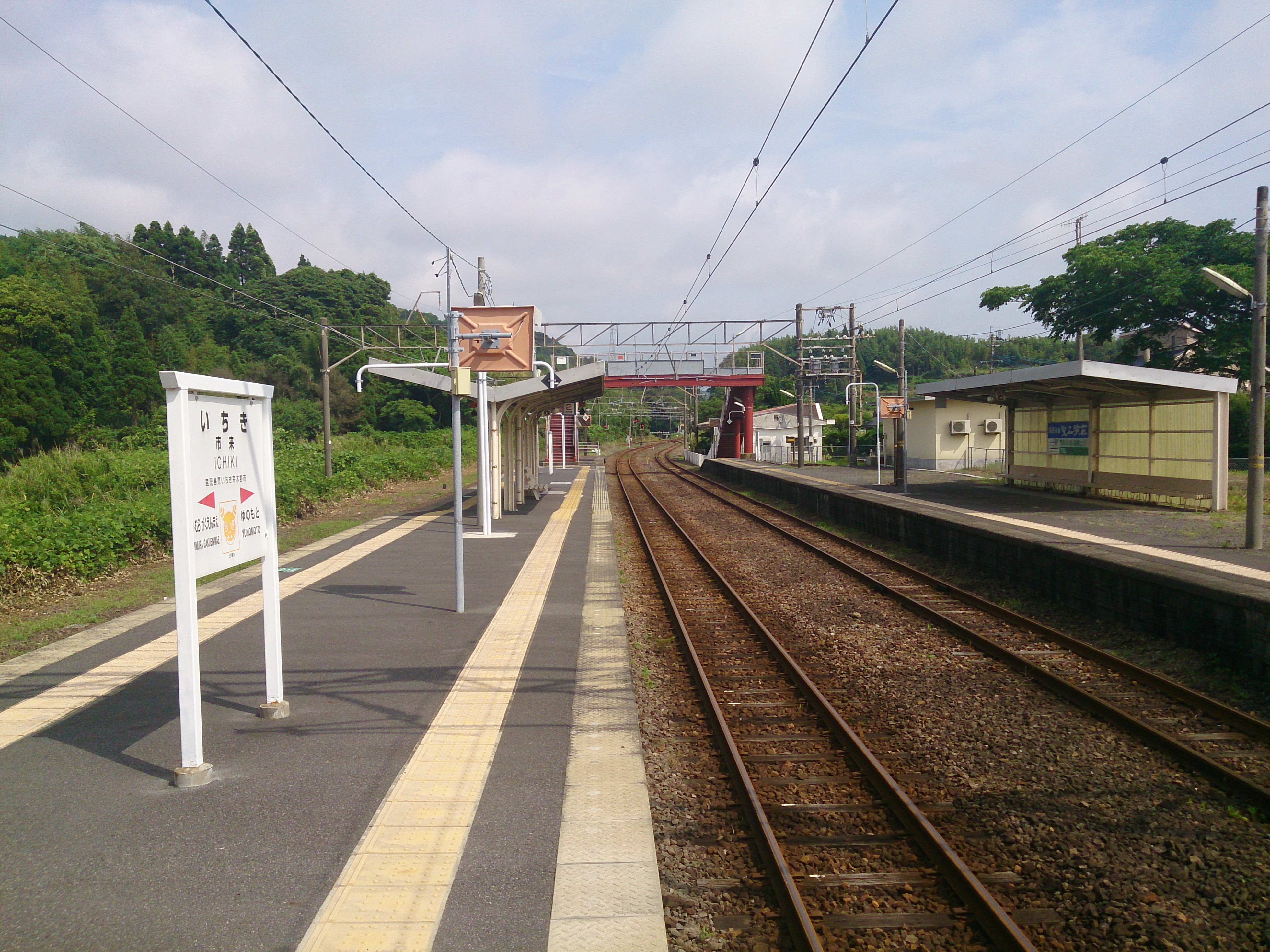
ホーム（鹿児島中央駅方面）跨線橋は撤去済

## 利用状況
- 2023年度の1日平均乗車人員は316人である[8]。

| 年度 | 1日平均 乗車人員 | 1日平均 乗降人員 |
| ---- | ---------------- | ---------------- |
| 2004 | 601              |                  |
| 2005 | 572              |                  |
| 2006 | 558              |                  |
| 2007 | 542              |                  |
| 2008 | 523              |                  |
| 2009 | 506              |                  |
| 2010 | 444              | 899              |
| 2011 | 444              | 896              |
| 2012 | 448              | 901              |
| 2013 | 439              | 883              |
| 2014 | 394              | 794              |
| 2015 | 379              | 764              |
| 2016 | 338              | 682              |
| 2017 | 337              |                  |
| 2018 | 352              |                  |
| 2019 | 335              |                  |
| 2020 | 293              |                  |
| 2021 | 298              |                  |
| 2022 | 302              |                  |
| 2023 | 316              |                  |

## 駅周辺
- いちき串木野市役所 市来支所（旧・市来町役場）
- 市来郵便局
- 鹿児島県立市来農芸高等学校
- いちき串木野市立市来中学校
- いちき串木野市立市来小学校
- 鹿児島県道307号市来停車場線 - 駅前と駅から約700m西側の国道3号を繋ぐ道路。
- いきいきバス木原墓地線「市来駅」停留所
- 一般路線バスは国道3号上の「市来農芸高校前」「市来中前」バス停が最寄り（鹿児島交通、鹿児島駅・串木野・川内駅方面）

## 隣の駅
九州旅客鉄道（JR九州）
■鹿児島本線
神村学園前駅 - 市来駅 - 湯之元駅